# 牛島信義
牛島 信義（うしじま のぶよし、1908年2月6日 - 1991年4月14日）は、日本の地質学者。専門は石油鉱床学。

## 経歴
牛島惣太郎の四男として長崎県長崎市に生まれる。教育心理学者の牛島義友は兄。1925年福岡県立中学修猷館、1927年3月旧制福岡高等学校理科甲類を経て、1930年3月に東京帝国大学理学部地質学科を卒業した。
1930年4月、北樺太石油に入社。1944年に北樺太石油が吸収合併された帝国石油において、1953年1月探鉱部副部長、1954年5月生産部長、1956年3月参事、1957年地質探査部長、1958年11月中央技術研究所所長を最後に、1959年12月に退社し、1960年1月に東北大学理学部教授に就任した。退社に先立つ1959年11月に、論文「院内油田の鉱床学的研究」により、東北大学理学部より理学博士号を取得した。
東北大学では岩石鉱床学教室、石油鉱床学講座を担当した。1971年3月に退職した。墓所は多磨霊園。